# Eritrichius modiglianii
Eritrichius modiglianii är en insektsart som beskrevs av Bolívar, I. 1898. Eritrichius modiglianii ingår i släktet Eritrichius och familjen gräshoppor. Inga underarter finns listade i Catalogue of Life.